# Montreuil-sur-Loir
Montreuil-sur-Loir é uma comuna francesa na região administrativa da Pays de la Loire, no departamento de Maine-et-Loire. Estende-se por uma área de 11,99 km². Em 2010 a comuna tinha 584 habitantes (densidade: 48,7 hab./km²).